# Phantasy Star III: Generations of Doom
Phantasy Star III: Generations of Doom («Фантастическая Звезда III: Поколения Гибели»), изданная в Японии как Toki no Keishōsha: Phantasy Star III (яп. 時の継承者 ファンタシースターIII) — традиционная консольная ролевая игра, выпущенная для домашней консоли Sega Mega Drive (Sega Genesis) в Японии в апреле 1990 года, в западных странах в 1991 году. Игра также выпущена в трёх компиляциях, таких как Phantasy Star Collection для Sega Saturn и Game Boy Advance и Sega Genesis Collection для PlayStation 2 и PlayStation Portable, позднее переизданной для системы Virtual Console. Игра также выпущена в сборнике Sonic's Ultimate Genesis Collection для Xbox 360 и PlayStation 3.
С 2010 года игра доступна в составе сборника SEGA Mega Drive and Genesis Classics для платформ Linux, macOS, Windows, с 2018 — PlayStation 4, Xbox One и Nintendo Switch.
Игра является продолжением второй части серии, хотя связь с другими играми серии является неявной. Геймплей схож с более ранними играми серии с пошаговой системой сражения и случайными боями. Игроки должны изучать наземные карты и подземелья для того, чтобы продвигаться по игре.

## Игровой процесс
Phantasy Star III следует формуле традиционной ролевой видеоигры, которая использовалась и в прошлых играх серии, включающей разведку двухмерных миров, наём персонажей и случайные столкновения с монстрами со сражениями в пошаговой системе. В отличие от предыдущих игр основной серии, роль в бою так называемых «техник» (магические способности) снижена, что придаёт забавный контраст двум игровым фракциям — склонные к магии Лаяне (англ. Layans) и лишённые техник, но наделённые физической силой Оракианцы (англ. Orakians). Новые функции боевой системы включают в себя автоматическое ведение боёв посредством пиктограммного меню.
Главная особенность, которая выделяет Phantasy Star III среди традиционных игр серии в том, что игровая история охватывает три поколения героев. В конце каждой кампании на протяжении всей игры главный герой получает возможность жениться на одной из двух женщин, с которой он столкнулся во время своих путешествий. Этот выбор определяет вид главного персонажа нового поколения, являющегося ребёнком от пары персонажей предыдущего поколения. Это также влияет на геймплей — игрок может стать оракианцем или смесью оракианца и лаянина, которые будут отличаться техниками и уровнем владения ими. Два пути во втором поколении, в свою очередь, приводят к четырём путям в третьем (последнем) поколении, и, в зависимости от того, какой из четырёх главных героев используется, финал игры и финальная концовка будут разными.

## Сюжет
Phantasy Star III — первая игра в серии, построенная на фэнтезийном средневековом сеттинге, в отличие от научно-фантастической тематики в предыдущих играх серии. За тысячу лет до начала игры произошёл конфликт, спровоцированный Тёмной Силой (англ. Dark Force). Оракио (англ. Orakio) и его возлюбленная Лая (англ. Laya) с помощью своих друзей смогли одолеть Тёмную Силу, но ценой победы было предательство лучших друзей и гибель Лаи и Оракио. Проходы между мирами были запечатаны, и, спустя тысячу лет, люди уже стали понемногу забывать о старом конфликте и существовании иных миров.
Игроки берут под контроль Риса (англ. Rhys) — наследного принца оракианского королевства Ланден (англ. Landen). За два месяца до этого, на берегу реки была найдена молодая девушка, которая не помнила совсем ничего, кроме своего имени—Майа (англ. Maya). Она должна была стать женой принцу Рису, но во время свадебной церемонии внезапно появляется лаянский дракон, и похищает Майю, что приводит к обострению конфликта между лаянами и оракианцами. Во время поиска Рисом Майи он привлекает на свою сторону нескольких персонажей. В конце концов становится ясно, что Майя сама является Лаянкой — она принцесса королевства Цилль (англ. Cille), которая была похищена во имя спасения её народа, который верил, что её украли враждебные Оракианцы. Становится очевидным, что война между оракианцами и лаянами стала одним из недоразумений, в котором ни одна из сторон не была права, и все понесли серьёзный ущерб. С удивлением герои выясняют причины исторического конфликта лаян и оракианцев, и, в конце концов, находят истинный источник зла.

## Преемственность серии

Кадр из игры для версии Sega Mega Drive/Genesis

Согласно переводу на английский язык, сюжет игры протекает одновременно с Phantasy Star IV, так как события обеих игр, как утверждается, происходят через 1000 лет после событий Phantasy Star II, хотя это никогда не утверждалось в самих играх. Фактически в японской версии игры события проходят через тысячу лет спустя событий Phantasy Star IV. Это имеет важные последствия. Прежде всего это означает, что Опустошающая Война (англ. Devastation War) между Оракио и Лая в американской версии состоялась лишь через некоторое время после выхода из Палмы (англ. Palma). В японской версии это означает, что Тёмная Сила (англ. Dark Force) по-прежнему присутствует, несмотря на проявление вдали от Глубокой Тьмы (англ. Profound Darkness) в Phantasy Star IV.
Разбитый Корабль-мир (англ. Worldship), видимый на поверхности Мотавии (англ. Motavia) в Phantasy Star IV, похож на корабль «Алиса III». Тем не менее, это не сам корабль, а один из спасательных челноков эвакуационного флота, который избежал разрушения на Палме во второй части серии. Андроид Рен (англ. Wren), появляющийся в этой игре, не имеет отношения к Рену из Phantasy Star IV, это всего лишь аналогичная модель. В японской версии игры Рен назван Сиррен (англ. Searren), в то время как в четвёртой игре он назван Форрен (англ. Forren).

## Персонажи

### Первое поколение
Рис (Кейн (англ. Kein) в японской версии) — первый играбельный персонаж, воин. Это принц оракианского государства Ланден, цель которого — стремление спасти Майю, его невесту, из лап Лаянского дракона. Рис сражается на мечах, ножах и копьях. Как и все потомки Оракио, Рис не владеет техниками.
Лайл (англ. Lyle) — таинственный человек, который присоединяется к Рису для ремонта погодной системы управления на Аридии (англ. Aridia), также преследующий свои собственные цели. Лайл сражается посохами, но, как и все лаяне, владеет техниками. Боевой маг.
Мью (англ. Mieu) — боевой андроид, предназначенный для ближней борьбы. Её особенности — скорость и острые когти. Мью на берегу озера ждала 1000 лет потомка Оракио, который будет ей командовать, то есть представляет собой персонажа-хранителя. Будучи андроидом, она может использовать техники (в основном целительные). Её функционал раскрыт не полностью, и окутан тайной. Ассассин. Переходит в последующие поколения.
Рен (Сиррен в японской версии) — андроид, специализирующийся на управлении и анализе технических систем. В бою он использует различные виды огнестрельного оружия. Рен присоединяется к Рису, чтобы помочь ему исправить погодную систему и, таким образом, открыть вход в мир Акватика (англ. Aquatica). Наряду с Мью переходит в последующие поколения. Тяжёлый стрелок.
Лена (англ. Lena) — молодая принцесса Сатеры (англ. Satera) — оракианского королевства, расположенного западнее Ландена. Она впервые появляется, чтобы помочь Рису вырваться из темницы, куда он был брошен отцом, чтобы помешать ему начать войну с лаянами. Лена становится постоянным членом команды Риса до конца его поисков. Как чистокровная оракианка, она сражается посредством ножей и шпаг, и не может использовать технику. Воин.
Майя (Марлена (англ. Marlena) в японской версии) — таинственная женщина, которую обнаруживают на берегу Ландена. Она влюбляется в Риса и, в конце концов, оказывается помолвленной с ним. Её похищение лаянским драконом становится началом сюжета игры.

### Второе поколение
Айн (англ. Ayn) (главный герой после женитьбы Риса и Майи) — наследник престола Цилль. Когда отец отправляет его с Мью и Реном на поиск Спутника, рая вечного мира, киборги начинают штурм его царства, и королевская семья с жителями спасается бегством. Чтобы спасти семью, Айн отправляется на поиски лунной утопии Азуры (англ. Azura). Айн наследует способность сражения на мечах от своего отца Риса и использование техники от матери, Майи. Является универсальным персонажем.
Тея (англ. Thea) (Ланн (англ. Lann) в японской версии) — дочь Лайла, принцесса Шусорана (англ. Shusoran). Когда киборги напали на её город, они похитили и посадили её в тюрьму в подземелье Ленсол (англ. Lensol). Позже Айн спасает её, и Тея становится ценным союзником, использующим два боевых кольца-чакры, и различную технику. Является универсальным персонажем.
Сари (англ. Sari) (Линн (англ. Lynn) в японской версии) — дочь Лены, правительница Ландена и Сатеры. Так же, как и мать, является чистой оракианкой, то есть сражается на ножах и шпагах, и не может использовать технику. Хотя при первой встрече с Айном Сари вступила с ним в бой, позднее она присоединяется к его поискам. В отличие от Лены это более мощный, и, как следствие, самый сильный персонаж в игре. Воин.
Ниал (англ. Nial) (Лейн (англ. Lane) в японской версии) — становится главным героем в том случае, если Рис женится на Лене. Принц королевств Ланден и Сатера. Когда неизвестные монстры вторглись на территорию Сатеры, убив отца Лены, король Рис отправляет Ниала вместе с Реном и Мью для проведения расследования. Как выяснилось, это было начало масштабного вторжения в оракианские земли лаян под предводительством Луна (англ. Lune). Как и его отец, Ниал может использовать ножи, мечи и шпаги, но не может использовать технику. Воин.
Райан (англ. Ryan) — лидер оборонительной линии против Луна, несмотря на то, что сам он также лаянин. Первоначально считает Ниала союзником Луна. Позднее осознаёт, что Ниал преследует те же цели, что и он, и присоединяется к нему.
Лая (Лаия (англ. Laia) в японской версии) — младшая сестра легендарной героини с тем же именем, и королева королевства Мисток (англ. Mystoke). Когда Ниал пробуждает её после тысячелетнего криогенного сна, Лая присоединяется к нему в надежде выяснить, что произошло с её сестрой, которую она оставила один на один с воином с чёрным мечом. Она мастерски владеет техниками, и держит в руках лук так же умело, как и её старшая сестра. Если игрок пойдёт по пути Айна или Арона, Лая присоединяется к команде в третьем поколении.
Алаир (англ. Alair) (Луиза, англ. Luise) в японской версии — сестра Луна, которая проснулась с ним от криогенного сна. Во время нападения Луна на оракианские земли Алаир была захвачена войсками королевства Дивизиа (англ. Divisia). После спасения Ниалом убеждает Луна умерить ярость.

### Третье поколение
Шон (англ. Sean) — становится главным героем в случае, если Айн женится на Тейе. Является принцем Азуры, который жил на луне со своими родителями, пока Спутник не атаковала Сирена и не разрушила его. Шон спасается бегством, а затем отправляется мстить Сирене и спасать свой народ. Будучи на 3/4 лаянином, физически слабее других персонажей своего поколения, зато мастерски владеет различными техниками. Маг.
Крис (англ. Crys) (Ноин (англ. Noin) в японской версии) — главный герой в случае, если Айн женится на Сари. Он живёт в Ландене, пока не обнаруживает, что их Корабль-мир сместился с курса и направляется на ближайшее солнце. Его миссия — найти способ вернуть Корабль-мир на безопасную орбиту, и спасти народ от гибели. Крис физически силён для третьего поколения, во многом из-за того что он на 3/4 оракианин, но знает только несколько техник и не имеет целительной силы. Воин.
Арон (англ. Aron) (Руин (англ. Ruin) в японской версии) — главный герой в случае, если Ниал женится на Алаир. Живёт на спутнике Далия (англ. Dahlia) с родителями, дядей Луном и двоюродной сестрой Карой. В начале его сюжета его люди вступают в контакт с кораблём под названием «Neo Palm» и становится свидетелем его разрушения неизвестными силами. Арон оставляет Кару на спутнике, и отправляется расследовать таинственное нападение. Он наполовину оракианец, на половину лаянин, хорошо владеет мечом и знает несколько техник. Арон — единственный герой в игре с уникальной спрайтовой прорисовкой. Дизайн остальных главных персонажей построен на основании спрайтов Риса или Лайла. Универсальный персонаж.
Адан (англ. Adan) (Фуин (англ. Fuin) в японской версии) — сын Лаи и Ниала, и принц Ландена, Сатеры и Мистока. Землетрясения разорили его королевство, поэтому он и его сестра Гвин (англ. Gwyn) решают выяснить происхождение подземных толчков. Адан, будучи наполовину оракианцем и наполовину лаянином, является специалистом в оружии и техниках. Универсальный персонаж.
Гвин (Лаия в японской версии) — присоединяется к поискам брата, чтобы найти источник происхождения землетрясений. Единственная среди всех персонажей игры может заглянуть в будущее посредством снов. Гвин наследует от матери целительские способности и мастерское владение луком. Лучник.
Кара (Лун в японской версии) — дочь Луна. Её внешность и способности изменяются в зависимости от того, по какому сюжетному пути пойдёт игрок. В компании с Шоном и Крисом она является яростным воином и, в связи с очередным нежеланием её отца бороться, присоединяется к их поискам, чтобы найти истинную причину конфликта. Несмотря на то, что она полнокровная лаянка, Кара не является специалистом в использовании техник. Вместо этого она полагается на легендарный диск-чакру, подаренный ей отцом, который может помочь ей в бою. В компании с Ароном и Аданом Кара становится кроткой и нежной. В отличие от своей альтернативной ипостаси мастерски владеет техниками, но также умело управляется и дисками-чакрами. Берсерк / Боевой маг.

### Второстепенные персонажи
Сирена (англ. Siren) — неигровой персонаж. Древний андроид, который когда-то сражался с Оракио. Спустя тысячу лет, будучи целителем, проникается глубокой ненавистью ко всем лаянам. Командует огромной армией киборгов. Его целью является полное уничтожение клана Лая.
Мьюн (англ. Miun) — древний тип киборгов той же модели, что и Мью, когда-то воевавших с Оракио вместе с Сиреной. Сильно потрёпанная в боях, ныне бродит по пустыне Аридиа (англ. Aridia) и хочет только снова встретить Оракио. Её воспоминания были повреждены, однако она хорошо помнила меч Оракио. Когда один из героев третьего поколения подходит к ней с мечом, она принимает его за Оракио. Увидев его снова, отключается, после чего партия получает легендарный коготь Мью.
Лун — повелитель клана Лая. После изгнания из оракианских земель он замораживает себя на тысячу лет. Проснувшись, он сразу же начал собирать армию монстров, чтобы отомстить оракианцам. Его нападение на Сатеру положило начало кампании по уничтожению всех оракианских королевств.
Рулакир (англ. Rulakir) — брат-близнец Оракио. Его собственная семья была убита давно, во время войны, и его ненависть сохраняет его живым всё это время. Партия должна его убить, чтобы освободить его и себя от поглощения тьмой. Преграждает путь к финальной битве.
Тёмная Сила — легендарное зло. Получив меч Оракио, партия освобождает его из вечного заточения. После чего его надо уничтожить, чтобы избавить мир от террора.

## Критика
| Иноязычные издания | Иноязычные издания |
| Издание            | Оценка             |
| ------------------ | ------------------ |
| MegaTech           | 89 %               |

Плюсами Phantasy Star III является уникальный геймплей «поколений» и персонажей. Многие критики посчитали, что игра слишком сильно отличается от своих сверстников. Критики ссылаются на небольшие различия в окончании, низкое качество анимации боя и менее захватывающую концовку, чем во второй игре. Тем не менее игра имеет высокую оценку — 70 % на Game Rankings.
Игра обозревалась в 1991 году в 176 номере журнала «Dragon» Хартли, Патрисией, и Кирком Лессером в колонке «The Role of Computers». Обозреватели дали игре 4 из 5 звёзд. Они отметили что «увидели игру не такой, как Phantasy Star II», но похвалили Phantasy Star III за «творчество во всех отношениях», в том числе и за выбор, на ком жениться, различие концовок, а также большую роль в жизни персонажей.Electronic Gaming Monthly дал игре 8 баллов из 10. Nintendo Power назвал игру «безжизненной третью серии», отметив что без Риэко Кодамы игра не оправдала ожиданий. Пиктограммное меню вдохновило на создание похожей системы в Shining in the Darkness (1991)
Единственным недостатком по версии MegaTech названо то, что «игра стоит целых 50$!». Журнал «Mega» разместил игру на 12 место в списке «Лучших игр всех времён на Mega Drive»

## Технические особенности и пасхальные яйца
В самом начале игры можно использовать следующую хитрость. До встречи с Майей и начала свадьбы (пока Рис сидит в подземелье) есть возможность купить и использовать Эскапайп (англ. Escapipe) (так как в начале игры у игрока 0 месет (игровая валюта), это можно сделать, продав сапоги). Однако продвижения по сюжету не будет, и вы не сможете покинуть город. Король вам скажет (примерный перевод с английского языка): «Вы использовали Эскапайп! Это интересная мысль, но, боюсь, игра не будет продолжена. Пожалуйста, нажмите кнопку сброса и повторите попытку».
В Японской MegaDrive-версии игры есть прокрутка фона во время боёв. Эта особенность отсутствует в версии для Genesis, и в PAL-версиях игры.